# Большое Петелино
Большое Петелино — деревня Ломовского сельсовета Чаплыгинского района Липецкой области.

## История
С 13 июня 1934 по 1937 год в составе Воронежской области, 1937—1954 годах — Рязанской области.
По закону от 2 июля 2004 года № 114-оз органом местного самоуправления является Ломовским сельсоветом.

## Название
Деревня получило название в XIX в. как выселок из Старого Петелино.

## Население
| 1859 | 1897 | 1906 | 2010 |
| ---- | ---- | ---- | ---- |
| 908  | ↘827 | ↗895 | ↘149 |